# مزيج ترويجي
هناك أربعة جوانب رئيسية للمزيج الترويجي (بالإنجليزية: Promotional mix)‏ وهي:
- الإعلان:أي عرض دفع وترويج الأفكار والسلع، أو الخدمات التي تم تحديدها من قبل الكفيل. أمثلة : الإعلانات المطبوعة والإذاعة والتلفزيون، لوحة، البريد المباشر، والكتيبات والكتالوجات، وعلامات، ويعرض، في المتجر، والملصقات، والصور المتحركة وصفحات الويب، لافتة الإعلانات، ورسائل البريد الإلكتروني.
- البيع الشخصي :و هي عملية لمساعدة وإقناع واحد أو أكثر من الآفاق لشراء سلعة أو خدمة أو للعمل على أي فكرة من خلال استخدام عرضا شفويا. أمثلة : عروض البيع والمبيعات الاجتماعات والمبيعات والتدريب وبرامج الحوافز لمندوبي المبيعات وسيط، والعينات، والتسويق عبر الهاتف. يمكن أن تكون وجها لوجه أو عبر الهاتف.
- ترويج المبيعات:اتصالات التسويق عبر وسائل الإعلام وعبر غير وسائل الإعلام تعمل لوقت محدد سلفا لزيادة الطلب على السلع الاستهلاكية، وتحفيز الطلب في السوق أو تحسين المنتج المتوافر. أمثلة : الكوبونات، واليانصيب والمسابقات، وعينات من المنتج، والحسومات، تصفية أقساط التأمين الذاتي، والمعارض التجارية، والمعارض.
- العلاقات العامة: دور العلاقات العامة لا يقتصر على التعريف بانشطه الجهاز بل يمتد لاستقبال المعلومات من الجمهور ليعمل من خلال هذه المعلومات على تطوير الجهاز، وكما أن لها دور في تلبية رغبات وحاجات الجمهور الداخلي من نواحي مختلفة وخلق صورة ذهنية ايجابية للمؤسسة لدى الجمهور الخارجي. أمثلة : مقالات الصحف والمجلات / التقارير، وأجهزة التلفاز والراديو العروض والمساهمات الخيرية، والخطب، والإعلان عن القضية، والحلقات الدراسية.
- التسويق المباشر غالبا ما يكون مدرج كجزء خامس من المزيج التسويقي.[2][3]
- الراعي الرسمي التجاري يعتبر أحياناً الجانب السادس من المزيج الترويجي.[4]